# 朴英奎
朴英奎（韓語：박영규，1953年10月28日—），韓國男演員。

## 演出作品

### 電視劇
- 1981年：MBC《第1共和國》
- 1995年：MBC《崔承喜（朝鲜语：최승희 (드라마)）》
- 1996年：MBC《路上的女人》
- 1997年：SBS《順風婦產科》飾演 朴英奎
- 1999年：MBC《菊熙》
- 2002年：SBS《德》
- 2002年：SBS《大望》飾演 崔善宰
- 2002年：SBS《認真生活》
- 2003年：MBC《茶母》飾演 趙世旭
- 2004年：KBS《海神》飾演 薛平
- 2009年：MBC《穿透屋頂的High Kick》飾演 街坊弟弟（客串）
- 2011年：SBS《守護老闆》飾演 車鋒萬
- 2011年：SBS《千日的約定》飾演 盧弘吉
- 2012年：MBC《I do I do》飾演 朴光錫
- 2013年：MBC《百年的遺產》飾演 姜鎮
- 2013年：MBC《歐若拉公主》飾演 吳王星
- 2013年：SBS《來自星星的你》飾演 許浚（客串）
- 2014年：KBS《鄭道傳》飾演 李仁任
- 2014年：tvN《三劍客》飾演 金自點
- 2014年：SBS《對我而言可愛的她》飾演 李忠虎
- 2015年：MBC《憤怒的媽媽》飾演 洪相福
- 2015年：JTBC《為純情著迷》飾演 姜賢哲
- 2015年：MBC《華政》飾演 宣祖
- 2015年：KBS《蒙面檢察官》飾演 鄭道成
- 2015年：KBS《Assembly》飾演 朴春燮
- 2015年：MBC《媽媽》飾演 嚴日南
- 2016年：MBC《Monster》飾演 都忠
- 2017年：tvN《內向的老闆》飾演 黃英奎
- 2017年：KBS《金科長》飾演 朴賢道
- 2017年：SBS《再次重逢的世界》飾演 車權表
- 2017年：TV朝鮮《在你背上扣球》飾演 朴英奎
- 2018年：SBS《要先接吻嗎？》飾演 朴謹明
- 2018年：KBS《你也是人類嗎》飾演 南建浩
- 2019年：KBS《愛情是Beautiful，人生是Wonderful》飾演 金英雄
- 2020年：JTBC《Run On》飾演 奇政道
- 2021年：TVING《酒鬼都市女人們》飾演 朴英奎
- 2025年：KBS2《惡人之國》飾演 吳英奎

## 獲獎
- 2011年：SBS演技大賞－Drama Special部門 男子特別演技獎（守護老闆）
- 2015年：MBC演技大賞－連續劇部門 男子優秀演技賞（媽媽）